# F. C. Dinamo Moscú
El Dinamo Moscú (en ruso: Футбольный клуб Динамо Москва, Futbol'nyy Klub Dynamo Moskva), es la sección de fútbol de la sociedad polideportiva Dinamo Moscú de Moscú, la capital de Rusia, que en la era de la Unión Soviética estaba afiliado al MVD y la policía soviética. Fue fundado en 1923 por Felix Dzerzhinsky y actualmente juega en la Liga Premier de Rusia.
El Dynamo ha ganado once títulos de liga soviética, seis Copas soviéticas y una rusa. Es el club más antiguo de Rusia y era el único que siempre jugó en la máxima competición del fútbol soviético (compartió este honor con el Dinamo de Kiev) hasta el 20 de mayo de 2016 donde por primera vez en su historia, perdió la máxima categoría y descendió a segunda división. En 1972 llegó a la final de la Recopa de Europa que perdió ante el Rangers FC, su mayor hito internacional. Pese a ello, nunca ha ganado la actual Liga Premier rusa. El uniforme del club es azul y blanco, mientras que su escudo es la tradicional «D» cirílica. El lema del club, "energía en movimiento", fue propuesto por Máximo Gorky, el famoso autor soviético que fue un miembro activo de la sociedad deportiva Dinamo.
El 10 de abril de 2009, el VTB Bank se hizo con el 74% de las acciones del club pasando a ser el dueño del club y fue uno de los grupos que financiaron la construcción del nuevo estadio del club, el VTB Arena, que se inauguró el 6 de julio de 2019. En diciembre de 2016 el club volvió a pasar a ser propiedad de la sociedad Dinamo. Anteriormente, el Dinamo jugó durante 80 años en el Estadio Dynamo y en el Arena Khimki antes de trasladarse al Lev Yashin Stadium.

## Historia

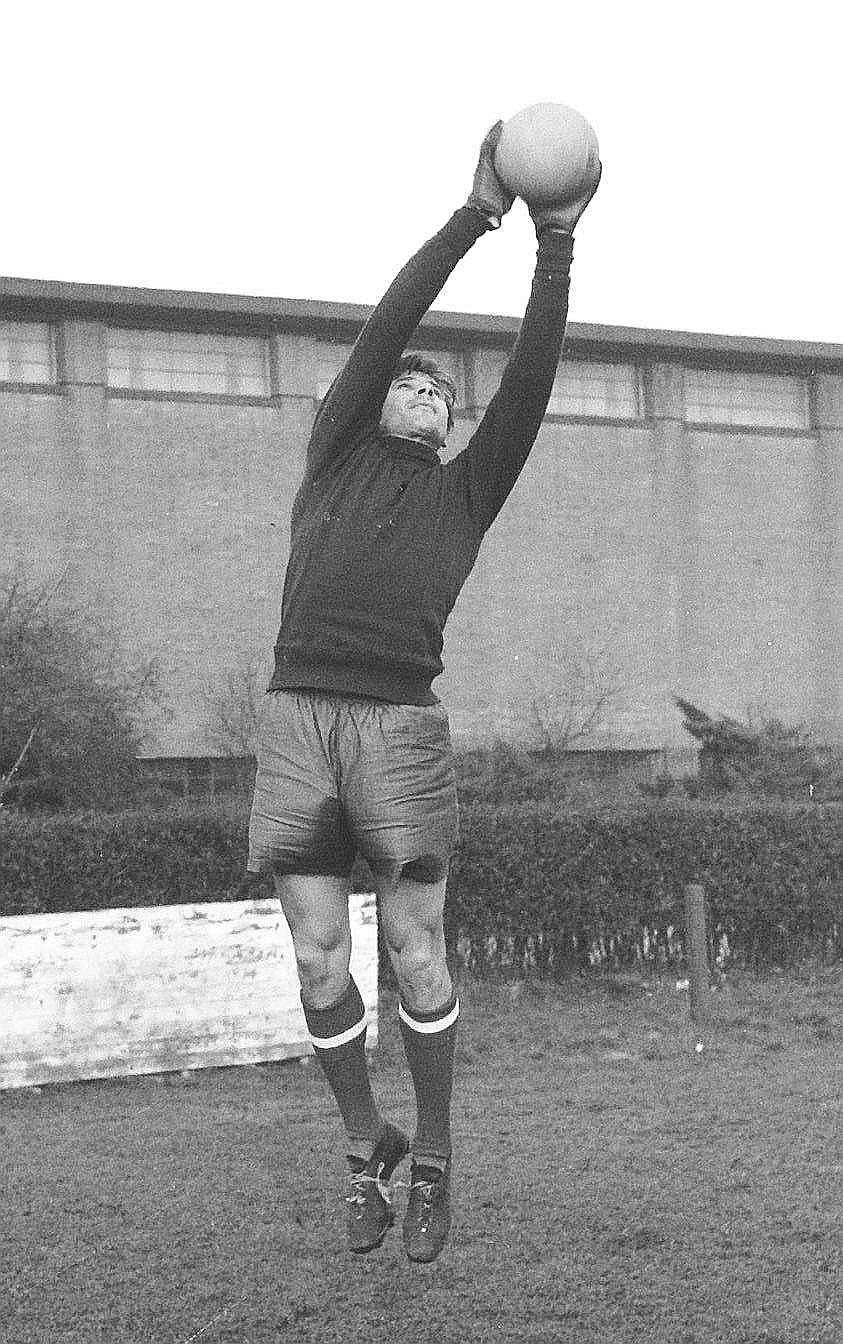
Lev Yashin, considerado como el mejor portero en la historia del deporte, jugó para el Dinamo por 24 años.

La sociedad deportiva Dinamo fue fundada el 18 de abril de 1923 durante una reunión llevada a cabo por iniciativa de Félix Dzerzhinsky, creando así el primer club de la sociedad deportiva Dynamo en la Unión Soviética. El fútbol ya era uno de los deportes favoritos, y en los años 1920 entre los departamentos de la GPU se crearon equipos de fútbol. El Consejo de la recién creada sociedad proletaria de deportes de Moscú planteó la cuestión de la creación de una rama futbolística, que podría competir contra los equipos más fuertes de Moscú en ese momento, sirviendo como modelo para el departamento en otras disciplinas. Vladimir Verholashina describió cómo crearon el club en la sede de los empleados de las fuerzas de la GPU de los Urales Pablo Semenovich, Mijaíl Lavrentyev, Dmitry Ivanov, Kuzmin Kirill y el jefe de las fuerzas políticas de la GPU Leonid Nedolya Goncharenko.
Los creadores del club otorgaron la dirección deportiva a Fyodor Fyodorovich Chulkov, entrenador del club mientras servía en las fuerzas armadas de la GPU. El club comenzó disputando sus partidos en unos terrenos adquiridos cercanos al Hospital Infantil Santa Olga, pues el estadio Dinamo no sería inaugurado hasta 1928, trabajo realizado por los arquitectos Aleksandr Langman y Leonid Cherikover, en pleno centro de Moscú.
El equipo ganó la primera edición del campeonato de liga de la Unión Soviética, que también era el primero en su palmarés, en la primavera de 1936. Un año después, en 1937, el Dynamo consiguió su primer doblete, haciéndose con la Liga y la Copa de la URSS. El Dynamo volvió a ganar su siguiente título de liga en 1940, un año antes de que la Segunda Guerra Mundial llegase a la URSS, y en 1945, un año después del conflicto. Entre 1941 y 1945 no se celebró competición de liga en la URSS a causa de la guerra. En 1945, el Dynamo pasó a la historia tras convertirse en el primer club soviético en realizar una gira por el Reino Unido para disputar partidos amistosos. El Dynamo, en ese momento, era el club más fuerte de la Unión Soviética con cuatro ligas —una más que sus rivales del Spartak Moscú— y estaba entrenado por Mijaíl Yakushin. El 13 de noviembre de 1945 se celebró, en el estadio londinense de Stamford Bridge, un partido amistoso entre el Chelsea FC y el Dinamo, que finalizó con empate a tres goles. Después el Dinamo humilló al Cardiff City por 0-10, venció en Highbury 3-4 al Arsenal FC y perdió su único partido ante el Rangers FC escocés por 3-2, partido que se repitió 27 años después de manera oficial en la final de la Recopa de Europa de 1972 y que finalizó con idéntico resultado. En los años sesenta, el equipo fue uno de los líderes del fútbol ruso, pero no pudo conseguir el título de campeón. El logro más importante fue el segundo puesto en la temporada 1994. Una nueva época para el Dynamo de Moscú comenzó en los años 2000. La situación financiera del club mejoró, la gerencia tomó medidas para atraer a más aficionados y compró algunas estrellas europeas del fútbol. Los resultados del equipo mejoraron y actualmente el Dynamo Moscú se considera uno de los equipo más importantes de la Liga Premier de Rusia[cita requerida]. El 21 de mayo de 2016 desciende por primera vez en su historia a la segunda división tras perder 0 a 3 de local ante Zenit.

## Uniforme
- Uniforme titular: Camiseta azul con una franja blanca, pantalón blanco y medias azules.
- Uniforme alternativo: Camiseta, pantalón y medias blancas.

| 1937—1953 | 1953—1967 | 1967—1970 | 1970—1977 | 1977—1984 |
| 1984—?    | ?—2007    | 2008—     |           |           |

## Estadio

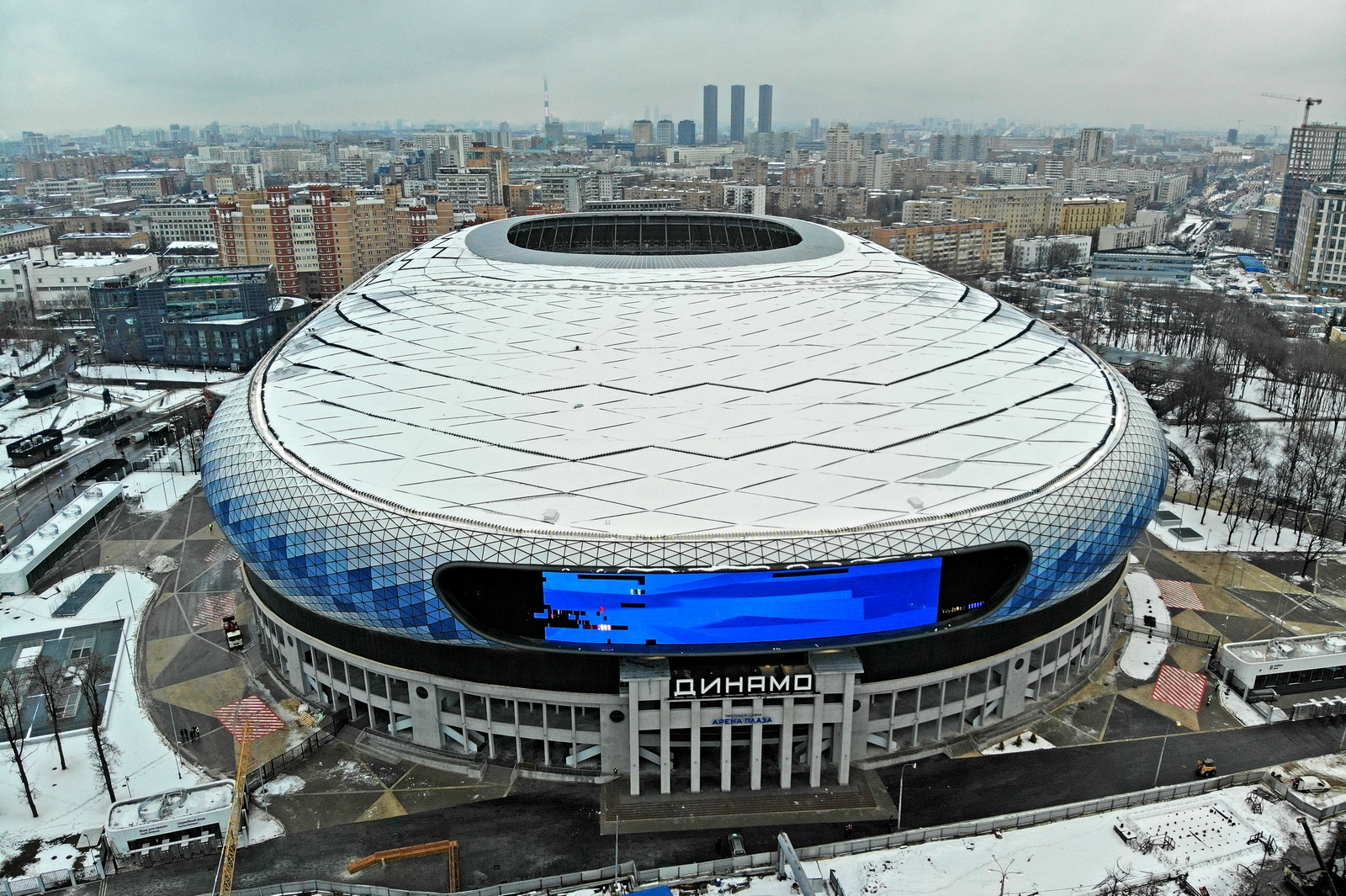
Lev Yashin Stadium, nuevo estadio del Dynamo.

El club comenzó jugando a finales de 1923 en un estadio de la calle Orlovo Davydov, en un terreno baldío cerca del Hospital de Niños de Santa Olga. En la segunda mitad de 1926 el club sopesó la idea de construir un estadio propio, en algún lugar del parque Petrovsky, y finalmente en 1928 fue inaugurado el Estadio Dynamo. El estadio fue utilizado por el club y, en ocasiones, por la selección soviética. En 1934 el estadio llegó a contar con más de 53.000 plazas, pero progresivamente se fue modificando hasta llegar a los 36.000 espectadores en 1998, fecha de la última remodelación.
En 2009 se procedió a la demolición del estadio, para levantar en el mismo lugar el nuevo Lev Yashin Stadium, que estaba previsto fuera una de las sedes de la próxima Copa Mundial de Fútbol de 2018. Desde entonces, el club se trasladó a disputar sus partidos como local en el Arena Jimki, un estadio inaugurado en 2008 situado en Jimki, en las afueras de Moscú. Finalmente el Lev Yashin no fue considerado como sede para la Copa Mundial de Fútbol de 2018 por lo que se decidió adaptar la capacidad del nuevo estadio a las necesidades del club, reduciendo drásticamente la capacidad del recinto, pasando de unos 45.000 espectadores como estaba previsto en un comienzo a unos 27 000. El estadio se inaugurará el 22 de octubre de 2017, día del natalicio del legendario guardameta Lev Yashin.

## Afición y rivalidad

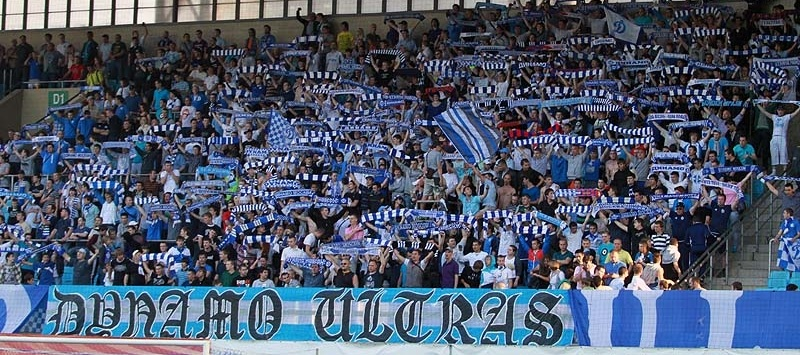
Aficionados del Dinamo.

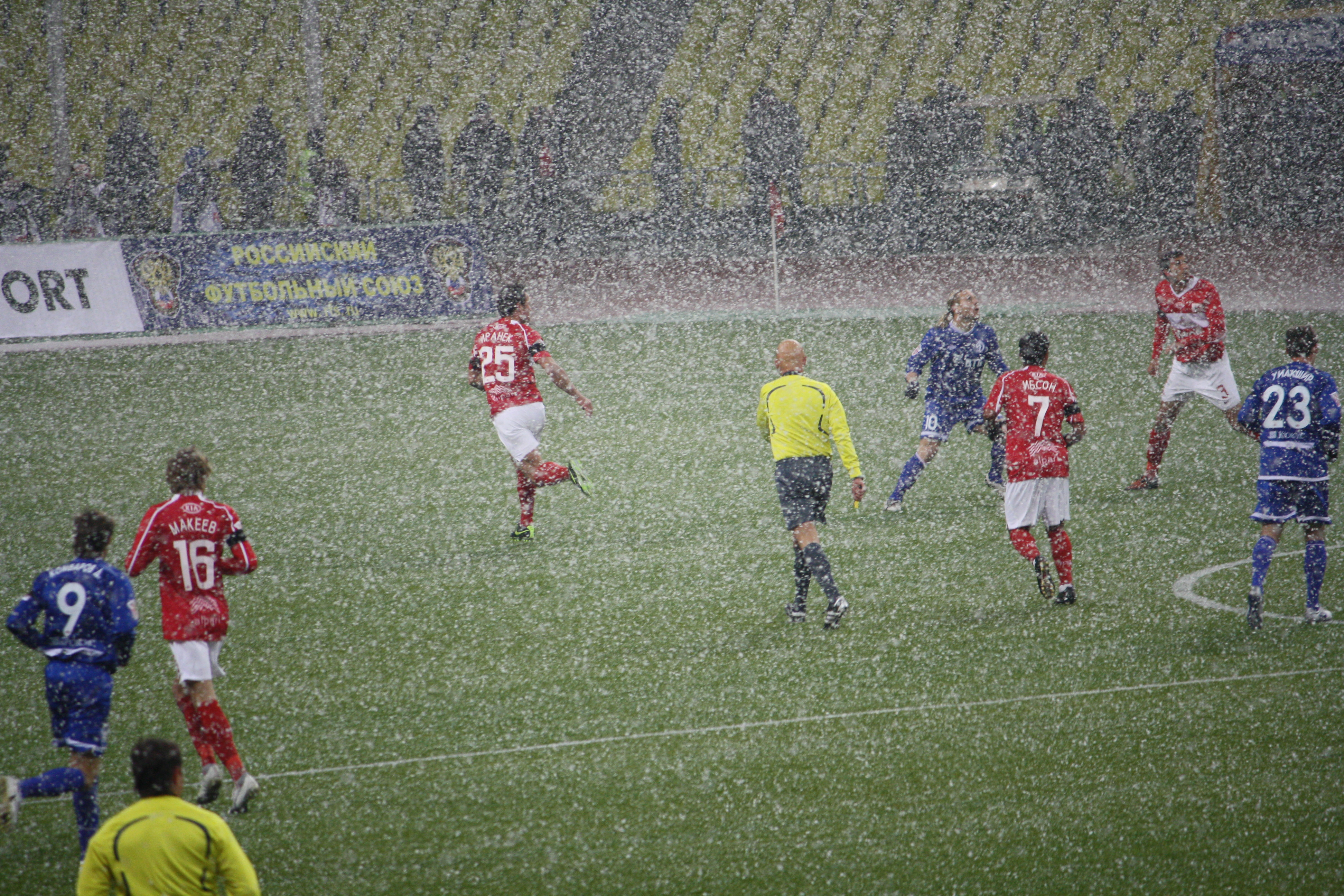
Spartak vs Dinamo en el Luzhnikí el.

El Dynamo es el cuarto club más popular en Rusia tras el Spartak Moscú, Zenit San Petersburgo y CSKA Moscú. En un promedio de asistencia de los partidos en casa entre los clubes de la Liga Premier, el Dynamo ocupa el duodécimo lugar. Esto se debe principalmente al traslado del equipo de su ubicación tradicional en el estadio Dynamo —en la calle Leningradsky— al estadio Arena Jimki, en las afueras de la capital. Los aficionados del Dynamo son los sextos de Rusia que más viajan y acompañan al equipo en los partidos como visitantes.
La afición del Dinamo es una de las más antiguas de Rusia. Su hinchada se originó en la década de 1970, cuando los aficionados comenzaron a hacer viajes organizados. Los aficionados más activos del equipo comenzaron a reunirse en la tribuna oeste. En 1994 apareció un grupo de fanes llamado Blue-White Dynamite. Luego hubo otras asociaciones como los Patriots y Tribuna Oeste 2. Los Blue-White Dynamite fueron los iniciadores de los viajes en autobús en los partidos fuera de Moscú. En 2008, surgió el grupo Dinastía, que apoya también al resto de los equipos de la asociación Dinamo.
Las principales rivalidades del Dynamo Moscú las mantiene con los clubes de la misma ciudad: el Spartak, CSKA y Lokomotiv; así como con el Zenit. Sin embargo, el clásico con el Spartak es el más antiguo de Rusia, cuyos orígenes se remontan al primer campeonato de la URSS. Los partidos contra el CSKA y el Lokomotiv son también muy esperados. En las últimas temporadas ha aumentado considerablemente la rivalidad con el Zenit San Petersburgo debido a las polémicas y enfrentamientos que se han sucedido en los terrenos de juego y entre sus hinchadas.

## Entrenadores
- Konstantin Kvashnin (1936)
- Viktor Dubinin (1937)
- Mikhail Tovarovsky (1938)
- Viktor Dubinin (1939)
- Viktor Teterin (1939)
- Lev Korchebokov (1939)
- Boris Arkadyev (1940–1944)
- Lev Korchebokov (1944)
- Mikhail Yakushin (1944–1950)
- Viktor Dubinin (1950–1951)
- Mikhail Semichastny (1952–1953)
- Mikhail Yakushin (1953–1960)
- Vsevolod Blinkov (1961)
- Aleksandr Ponomaryov (1962–1965)
- Viacheslav Soloviov (1965–1966)
- Konstantin Beskov (1967–1972)
- Gavriil Kachalin (1973–1974)
- Aleksandr Sevidov (1975–1979)
- Viktor Tsaryov (1979)
- Yevgeny Goryansky (1980)
- Vyacheslav Solovyov (1980–1983)
- Vadim Ivanov (1983)
- Aleksandr Sevidov (1983–1985)
- Eduard Malofeyev (7 de junio de 1985 – 1 de noviembre de 1987)
- Anatoliy Byshovets (3 de noviembre de 1987 – 12 de julio de 1990)
- Semyon Altman (13 de julio de 1990 – 1 de abril de 1991)
- Valery Gazzaev (3 de abril de 1991 – 15 de septiembre de 1993)
- Adamas Golodets (1993)
- Konstantin Beskov (1 de enero de 1994 – 1 de septiembre de 1995)
- Adamas Golodets (1995–1998)
- Georgi Yartsev (16 de junio de 1998 – 14 de junio de 1999)
- Aleksei Petrushin (18 de junio de 1999 – 31 de diciembre de 1999)
- Valery Gazzaev (1 de enero de 2000 – 15 de abril de 2001)
- Aleksandr Novikov (2001–2002)
- Viktor Prokopenko (6 de abril de 2002 – 2 de noviembre de 2003)
- Sergei Silkin (3 de noviembre de 2003 – 31 de diciembre de 2003)
- Jaroslav Hřebík (1 de enero de 2004 – 12 de julio de 2004)
- Viktor Bondarenko (2004)
- Oleg Romantsev (4 de noviembre de 2004 – 18 de mayo de 2005)
- Andrei Kobelev (18 de mayo de 2005 – 8 de julio de 2005)
- Ivo Wortmann (8 de julio de 2005 – 11 de noviembre de 2005)
- Yuri Semin (11 de noviembre de 2005 – 6 de agosto de 2006)
- Andrei Kobelev (8 de agosto de 2006 – 27 de abril de 2010)
- Miodrag Božović (27 de abril de 2010 – 21 de abril de 2011)
- Sergei Silkin (21 de abril de 2011 – 6 de agosto de 2012)
- Dmitri Khokhlov (6 de agosto de 2012 – 18 de agosto de 2012)
- Dan Petrescu (18 de agosto de 2012 – 8 de abril de 2014)
- Stanislav Cherchesov (10 de abril de 2014 – 13 de julio de 2015)
- Andrei Kobelev (13 de julio de 2015 – 10 de mayo de 2016)
- Sergei Chikishev (10 de mayo de 2016 – 6 de junio de 2016)
- Yuriy Kalitvintsev (6 de junio de 2016 – 7 de octubre de 2017)
- Dmitri Khokhlov (7 de octubre de 2017 – 5 de octubre de 2019)
- Kirill Novikov (8 de octubre de 2019 – 29 de septiembre de 2020)
- Alyaksandr Kulchy (29 de septiembre de 2020 – 14 de octubre de 2020)
- Sandro Schwarz (14 de octubre de 2020 – 29 de mayo de 2022)
- Slaviša Jokanović (17 de junio de 2022 – 14 de mayo de 2023)
- Pavel Alpatov (15 de mayo de 2023-21 de junio de 2023)
- Marcel Lička (22 de junio de 2023-11 de junio de 2025)
- Valeri Karpin (11 de junio de 2025-presente)

## Jugadores destacados
En negrita aparecen quienes han jugado para su selección nacional.
| - Viktor Anichkin - Anatoly Baidachny - Vladimir Belyayev - Konstantin Beskov - Aleksandr Borodyuk - Aleksandr Bubnov - Igor Chislenko - Yevgeni Dolgov - Oleg Dolmatov - Valery Gazzaev - Gennadi Gusarov - Vladimir Kesarev - Dmitri Kharine - Sergei Kiriakov - Valeri Kleimyonov - Valery Korolenkov - Igor Kolyvanov - Viktor Losev - Evgeny Lovchev - Alakbar Mammadov - Andrei Mokh - Eduard Mudrik - Aleksandr Novikov - Vladimir Pilguy - Viktor Tsarev - Aleksandr Uvarov - Andrei Yakubik - Mijaíl Yakushin - Lev Yashin - Gennady Yevriuzhikin - Vladimir Beschastnykh - Dmitri Bulykin - Pyotr Bystrov - Dmitri Cheryshev - Igor Dobrovolsky - Yuri Drozdov | - Vladimir Gabulov - Sergei Grishin - Rolan Gusev - Andrei Ivanov - Andrei Karyaka - Aleksandr Kerzhakov - Yevgeni Kharlachyov - Dmitri Khokhlov - Valeri Kleimyonov - Andrey Kobelev - Aleksandr Kokorin - Denis Kolodin - Sergei Kolotovkin - Dmitri Kombarov - Yuri Kovtun - Sergei Ovchinnikov - Aleksandr Panov - Ruslan Pimenov - Nikolai Pisarev - Vladislav Radimov - Aleksei Rebko - Aleksandr Samedov - Igor Semshov - Anton Shunin - Igor Simutenkov - Igor Sklyarov - Alexey Smertin - Fyodor Smolov - Oleg Teryokhin - Omari Tetradze - Aleksandr Tochilin - Akhrik Tsveiba - Andrey Yeshchenko - Roman Berezovsky - Dmitriy Kramarenko - Vali Gasimov | - Vasily Khomutovsky - Aliaksandr Kulchiy - Pavel Nyakhaychyk - Maksim Romaschenko - Igor Shitov - Aleh Shkabara - Sergei Shtanyuk - Gennady Tumilovich - Otar Khizaneishvili - Kakhaber Tskhadadze - Ruslan Baltiev - Andrei Karpovich - Andrejs Prohorenkovs - Deividas Česnauskis - Edgaras Česnauskis - Mindaugas Kalonas - Žydrūnas Karčemarskas - Arūnas Klimavičius - Robertas Poškus - Deividas Šemberas - Tomas Tamošauskas - Darius Žutautas - Valeriu Andronic - Alexandru Epureanu - Yuri Kalitvintsev - Maxym Levitsky - Vyacheslav Sviderskyi - Andriy Voronin - Jakob Jantscher - Zvjezdan Misimović - Tsvetan Genkov - Tomislav Dujmović - Gordon Schildenfeld - Erich Brabec - Martin Hašek - Stanislav Vlček | - Kevin Kurányi - Giourkas Seitaridis - Balázs Dzsudzsák - Radoslav Batak - Jovan Tanasijević - Otman Bakkal - Marcin Kowalczyk - Costinha - Custódio Castro - Danny - Maniche - Nuno Frechaut - Jorge Ribeiro - Adrian Ropotan - Marko Lomić - Ognjen Koroman - Michal Hanek - Martin Jakubko - Leandro Fernández - Thiago Silva - Christian Noboa - Andrés Mendoza - Baffour Gyan - Cícero - Joseph Enakarhire - Patrick Ovie - Pascal Mendy - Luke Wilkshire - Luis Gerardo Chávez |

## Estadísticas de club

### Más partidos disputados
| #  | Jugador               | Nacionalidad                                     | Partidos |
| -- | --------------------- | ------------------------------------------------ | -------- |
| 1  | Aleksandr Novikov     | Bandera de la Unión Soviética · Bandera de Rusia | 327      |
| 2  | Lev Yashin            | Bandera de la Unión Soviética                    | 326      |
| 3  | Valery Maslov         | Bandera de la Unión Soviética · Bandera de Rusia | 319      |
| 4  | Aleksandr Makhovikov  | Bandera de la Unión Soviética · Bandera de Rusia | 287      |
| 5  | Gennady Yevryuzhikhin | Bandera de la Unión Soviética · Bandera de Rusia | 283      |
| 6  | Viktor Anichkin       | Bandera de la Unión Soviética                    | 282      |
| 7  | Sergei Nikulin        | Bandera de la Unión Soviética · Bandera de Rusia | 280      |
| 8  | Viktor Tsaryov        | Bandera de la Unión Soviética · Bandera de Rusia | 279      |
| 9  | Andrei Kobelev        | Bandera de la Unión Soviética · Bandera de Rusia | 253      |
| 10 | Aleksei Petrushin     | Bandera de la Unión Soviética · Bandera de Rusia | 244      |

### Máximos goleadores
| #  | Jugador           | Nacionalidad                                     | Goles |
| -- | ----------------- | ------------------------------------------------ | ----- |
| 1  | Sergei Solovyov   | Bandera de la Unión Soviética                    | 127   |
| 2  | Konstantin Beskov | Bandera de la Unión Soviética · Bandera de Rusia | 91    |
| 3  | Vasili Kartsev    | Bandera de la Unión Soviética                    | 72    |
| 4  | Valery Gazzaev    | Bandera de la Unión Soviética · Bandera de Rusia | 70    |
| 5  | Igor Chislenko    | Bandera de la Unión Soviética · Bandera de Rusia | 68    |
| 6  | Oleg Teryokhin    | Bandera de la Unión Soviética · Bandera de Rusia | 67    |
| 7  | Vasili Trofimov   | Bandera de la Unión Soviética · Bandera de Rusia | 67    |
| 8  | Vladimir Ilyin    | Bandera de la Unión Soviética · Bandera de Rusia | 63    |
| 9  | Vladimir Savdunin | Bandera de la Unión Soviética · Bandera de Rusia | 62    |
| 10 | Vladimir Kozlov   | Bandera de la Unión Soviética · Bandera de Rusia | 54    |

## Palmarés

### Torneos nacionales
Ligas Nacionales: 11
- Primera División de la URSS (11): 1936, 1937, 1940, 1945, 1949, 1954, 1955, 1957, 1959, 1963, 1976

Copas nacionales: 7
- Copa de la URSS (6): 1937, 1953, 1967, 1970, 1977, 1984.

- Copa de Rusia (1): 1995.

Supercopas nacionales: 1
- Supercopa de la URSS (1): 1977.

### Europa
- Subcampeón de la Recopa de Europa (1): 1972.

### Juveniles

#### Torneos nacionales
- Campeonato soviético sub-18 (2): 1964, 1986.[13]
- Campeonato soviético sub-15 (1): 1980.[13]
- Campeonato ruso sub-16 (2): 1993, 1997.[13]
- Campeonato ruso sub-14 (2): 1996, 2000.[13]

#### Torneos internacionales
- Torneo Dynamiada (Torneo sub-18 Europa del Este, Asia y África) (4): 1972, 1977, 1979, 1985.[13]